# Motor de pistó lliure

Esquema de funcionament d'un generador de gas de pistons lliures de tipus Pescara amb la seva turbina de gas.

Un motor de pistó lliure és un motor de combustió interna o externa de dos temps amb ignició espontània (com en un motor dièsel). En aquest motor el moviment del pistó respon únicament a la pressió del gas, sense necessitat de biela ni de cigonyal per originar una rotació. Les configuracions bàsiques dels motors de pistó lliure són: un únic pistó, un pistó doble o dos pistons oposats.
Una dels seus avantatges és que poden emprar-se combustibles poc refinats com el fueloil, olis vegetals o biocombustibles amb millor rendiment que en els motors dièsel. No obstant això, la sensibilitat que posseeix a les variacions en els cicles de combustió els converteixen en difícils de controlar i susceptibles de tenir baixes prestacions; a més de ser molt sorollosos.

## Primera generació de motors
El 1864, l'enginyer britànic Francis Herbert Wenham va patentar un motor de pistó lliure. El gener de 1907 la companyia francesa Michelin va patentar un compressor d'aire de pistons lliures. En els anys 1930, l'argentí Raúl Pateras Pescara va desenvolupar un motor de pistons lliures modern a Europa i a càrrec de la empresa alemanya Junkers. El 1936 una de les primeres aplicacions va ser una locomotora de 200 CV en la qual es va substituir la caldera per dos compressors Pescara que proporcionaven aire comprimit a la mateixa pressió que el vapor, amb una variació entre 12 i 18 bars.
La primera generació de motors de pistons lliures era del tipus de dos pistons oposats, on tots dos pistons estaven connectats per assegurar un moviment simètric.

### Compressors
La primera aplicació amb èxit del motor de pistó lliure va ser el compressor d'aire. Els cilindres de compressió d'aire van acoblats als pistons en moviment. En alguns motors s'utilitza l'aire restant en els cilindres de compressió per tornar a empènyer al pistó, eliminant així la necessitat d'un dispositiu de rebot.
Els compressors d'aire de pistons lliures Junkers van ser utilitzats en la marina alemanya durant la Segona Guerra Mundial en els destructors (per produir l'aire comprimit necessari per al llançament de torpedes), i a bord de submarins per reajustar les reserves d'aire en superfície. Aquests motors tenien un elevat rendiment amb un grau d'obstrucció reduït.

### Generadors de gas
Després de l'èxit del compressor d'aire de pistons lliures, diversos grups de recerca industrial van començar a desenvolupar aquests generadors, amb el gas produït es feia funcionar una turbina. Al finalitzar els anys 1940, els constructors automobilístics nord-americans General Motors i Ford van desenvolupar prototips de motors destinats a propulsar els seus vehicles.
Un gran nombre de generadors de gas de pistons lliures es van posar a punt i van trobar nombroses aplicacions en les centrals elèctriques i també en vaixells. Després de les proves es van emprar a França per a la propulsió de locomotores. Així el 1952, Renault va construir un prototip (040 GA 1) dotat d'un generador Sigma-Pescara (construït per la Societat Industrial General de Mecànica Aplicada) d'aproximadament 1000 CV que feia girar una turbina de gas. Aquesta locomotora va estar rodant fins al 1960. Uns altres dos prototips van ser construïts per Renault el 1959 i el 1961, els 060 GA 1 i 2. La màquina va ser batejada immediatament «La Boum Boum » pel seu soroll potent i característic i l'explosió de vidres que produïa en les estacions que travessava; tenia nombroses avaries i el projecte va ser abandonat el 1963.
De 1953 a 1956, la Marina nacional francesa va començar a fabricar una sèrie de 37 dragamines dels quals vint-i-un estaven propulsats per generadors de gas de pistons lliures Sigma-Pescara enllaçats a dues turbines de gas que desenvolupaven un total de 2000 CV. Eren tan sorollosos durant la seva arrencada en fred (perquè necessitava mantenir obertes les vàlvules d'escombratge durant bastant temps), que tenien la reputació de «despertar Cherbourg» però també de ser molt penosos per a les oïdes dels conductors de torn. En ser poc fiables mecànicament es van passar a la reserva a partir de 1970 i els últims es van donar de baixa el 1981. D'altra banda, un avís-escorta de la marina francesa, el Commandant Bory, es va equipar el 1956 amb 16 turbines de gas d'aquest tipus per fer una avaluació, en contra de l'opinió de l'estat major. El projecte va ser un fracàs total, es va posar en servei sis anys més tard, el 1964 i el 1971 es va decidir una nova motorització. L'Almirall Antoine Sanguinetti relata que durant la travessia per portar el Bory el 1972 des de l'Oceà Índic cap a França per ser equipat amb motors dièsel tradicionals, la nau va patir no menys de 675 parades intempestives dels seus motors Pescara .
El 1956, General Motors va presentar al públic el XP-500, el primer automòbil del món dotat d'un motor de pistó lliure, un prototip funcional però sense continuïtat. El motor alimentava a una turbina que produïa 250 CV.

## Aplicacions modernes
El 2014, l'empresa japonesa  Toyota va iniciar estudis per emprar motors de pistó lliure com a generador de càrrega de les bateries, en cotxes elèctrics.